# Естонија на Светском првенству у воденим спортовима 2011.
Естонија је учествовала на Светском првенству у воденим спортовима 2011. у Шангају, у Кини. Такмичили су се у  пливању са укупно 6 такмичара (4 мушкарца и 2 жене).
Представници Естоније нису освојили ниједну медаљу

## Учесници по спортовима
| Спорт     | Мушкарци | Жене | Укупно |
| --------- | -------- | ---- | ------ |
| Пливање   | 4        | 2    | 6      |
| Укупно(1) | 4        | 2    | 6      |

## Пливање
Пливачку репрезентацију Естоније представљало је 6 пливача (4 мушкараца и 2 жене)

### Мушкарци
| Пливач           | Дисциплина     | Лич. рек. | Групе   | Групе   | Полуфинале       | Полуфинале       | Финале           | Финале           | Детаљи         |
| Пливач           | Дисциплина     | Лич. рек. | Време   | Плас.   | Време            | Плас.            | Време            | Плас.            | Детаљи         |
| ---------------- | -------------- | --------- | ------- | ------- | ---------------- | ---------------- | ---------------- | ---------------- | -------------- |
| Павел Нарошкин   | 800 м слободно | 8:35,32   | 8:44,06 | 50/ 51  |                  |                  | Није се пласирао | Није се пласирао | [ мртва веза ] |
| Фиплип Проворков | 50 м прсно     | 28,21     | 28,39   | 29 / 51 | Није се пласирао | Није се пласирао | Није се пласирао | Није се пласирао | [ мртва веза ] |
| Martti Aljand    | 100 м прсно    | 1:00,56   | 1:02,78 | 54 / 88 | Није се пласирао | Није се пласирао | Није се пласирао | Није се пласирао |                |
| Martti Aljand    | 200 м прсно    | 2:16,31   | 2:18,65 | 39 / 57 | Није се пласирао | Није се пласирао | Није се пласирао | Није се пласирао | [ мртва веза ] |
| Martin Liivamagi | 200 м мешовити | 1:59,95   | 2:01,88 | 26 / 48 | Није се пласирао | Није се пласирао | Није се пласирао | Није се пласирао | [ мртва веза ] |

### Жене
| Пливачица    | Дисциплина   | Лич. рек. | Групе | Групе   | Полуфинале        | Полуфинале        | Финале            | Финале            | Детаљи         |
| Пливачица    | Дисциплина   | Лич. рек. | Време | Плас.   | Време             | Плас.             | Време             | Плас.             | Детаљи         |
| ------------ | ------------ | --------- | ----- | ------- | ----------------- | ----------------- | ----------------- | ----------------- | -------------- |
| Triin Aljand | 50 м делфин  | 25,12     | 25,41 | 17 КВ*  | 25,57             | 16 / 95           | Није се пласирала | Није се пласирала | [ мртва веза ] |
| Triin Aljand | 50 м делфин  | 26,16     | 26,43 | 10 КВ   | 26,48             | 12 /              | Није се пласирала | Није се пласирала | [ мртва веза ] |
| Triin Aljand | 100 м делфин | 59,00     | 59,78 | 26 / 47 | Није се пласирала | Није се пласирала | Није се пласирала | Није се пласирала |                |
| Jane Trepp   | 50 м прсно   | 31,32     | 32,00 | 16 КВ   | 32,33             | 16 / 38           | Није се пласирала | Није се пласирала | [ мртва веза ] |

- Kвалификовала се због повлачења јапанске пливачице која је била 16 у предтакмичењу.

## Биланс медаља
| Ранг | Држава   | Злато | Сребро | Бронза | Укупно |
|      | Естонија | 0     | 0      | 0      | 0      |